# Tai Tzu-ying
Tai Tzu-ying (en xinès: 戴资颖; n. 20 juny 1994) és una esportista taiwanesa que competeix en bàdminton.
El 2011, va guanyar el títol de la classificació taiwanesa quan tenia només 16 anys i 6 mesos d'edat, sent el número 1 més jove en la història de bàdminton de Taiwan.